# Municipio de Greer (Indiana)
El municipio de Greer (en inglés: Greer Township) es un municipio ubicado en el condado de Warrick en el estado estadounidense de Indiana. En el año 2010 tenía una población de 1883 habitantes y una densidad poblacional de 26,4 personas por km².

## Geografía
El municipio de Greer se encuentra ubicado en las coordenadas 38°10′15″N 87°24′22″O / 38.17083, -87.40611. Según la Oficina del Censo de los Estados Unidos, el municipio tiene una superficie total de 71.33 km², de la cual 70,38 km² corresponden a tierra firme y (1,34 %) 0,95 km² es agua.

## Demografía
Según el censo de 2010, había 1883 personas residiendo en el municipio de Greer. La densidad de población era de 26,4 hab./km². De los 1883 habitantes, el municipio de Greer estaba compuesto por el 98,3 % blancos, el 0,42 % eran afroamericanos, el 0,32 % eran amerindios, el 0,16 % eran asiáticos y el 0,8 % eran de una mezcla de razas. Del total de la población el 0,9 % eran hispanos o latinos de cualquier raza.